# Pablo Iturralde
Pablo Luis Iturralde Viñas (Melo, 23 de septiembre de 1959) es un abogado y político uruguayo perteneciente al Partido Nacional, cuyo Directorio presidió entre 2020 y 2024.

## Biografía
Se graduó como abogado en la Universidad de la República. Inició su militancia política en filas del Movimiento Por la Patria y en las elecciones de 1989 encabezó la lista 430, "Los Jóvenes Blancos".
Durante el gobierno de Luis Alberto Lacalle entre 1990 y 1993, fue inspector general de trabajo y desde 1993 hasta 1995 ocupó la titularidad de la Dirección Nacional de Trabajo en el Ministerio de Trabajo y Seguridad Social.
En el período 1995-2000, fue senador suplente por el wilsonismo, en el grupo de la lista 903 de Juan Andrés Ramírez.
En 2003 se acercó al senador Jorge Larrañaga, apoyándolo como precandidato en las elecciones internas de 2004; junto con Javier García y Álvaro F. Lorenzo encabezaron la lista más votada por Montevideo en junio. Por tanto, en las elecciones de octubre de ese año, Iturralde encabezó la lista a diputados por el sector Alianza Nacional, resultando electo al Parlamento y Secretario del Honorable Directorio del Partido Nacional.
Fue elegido representante nacional por los períodos 2005-2010, 2010-2015 y 2015-2020. 
Secretario del Honorable Directorio del Partido Nacional. Presidente del Directorio del Partido Nacional. 
El 23 de mayo de 2024 renunció al directorio del Partido Nacional por un escándalo  de presión sobre varios fiscales, vinculado al Caso Penadés.